# Chapman River (vattendrag i Australien, Western Australia, lat -28,73, long 114,62)
Chapman River är ett vattendrag i Australien. Det ligger i delstaten Western Australia, omkring 380 kilometer norr om delstatshuvudstaden Perth.
Runt Chapman River är det ganska tätbefolkat, med 230 invånare per kvadratkilometer. Stäppklimat råder i trakten. Genomsnittlig årsnederbörd är 360 millimeter. Den regnigaste månaden är juni, med i genomsnitt 65 mm nederbörd, och den torraste är februari, med 3 mm nederbörd.